# Pendleton, New York
Pendleton är en kommun (town) i Niagara County i delstaten New York i USA. Vid folkräkningen år 2000 bodde 6 050 personer i kommunen. Den har enligt United States Census Bureau en area på totalt 71,1 km² varav 0,7 km² är vatten.  